# Lynn Weis
Lynn Weis (* 26. Juni 1993) ist eine luxemburgische Fußballspielerin.

## Karriere
Weis spielte für den in Rosport ansässigen FC Victoria Rosport.
Für die A-Nationalmannschaft bestritt sie zwei Länderspiele. Sie debütierte am 8. März 2011 im dritten Spiel der 1. EM-Qualifikationsrunde, Gruppe 1 in Strumica bei der 1:4-Niederlage gegen die Nationalmannschaft Litauens als Einwechselspielerin in der 89. Minute. In ihrem zweiten Länderspiel am 20. April 2011 bei der 1:5-Niederlage im Freundschaftsspiel gegen die Nationalmannschaften Wales’ in Port Talbot wurde sie in der 88. Minute eingewechselt.